# Heliophanus gloriosus
Heliophanus gloriosus là một loài nhện trong họ Salticidae.
Loài này thuộc chi Heliophanus. Heliophanus gloriosus được Wanda Wesołowska miêu tả năm 1986.